# Ayman Nour
Ayman Nour (Mansoera, 5 december 1964) is een Egyptisch politicus. Vanaf 1995 was hij lid van het Egyptische parlement en in 2005 was hij de eerste die het in verkiezingen opnam tegen de toenmalige president Moebarak. Aansluitend werd hij na een politiek proces meer dan drie jaar gevangengezet. Hij nam deel aan de Egyptische Revolutie van 2011 en sinds de verkiezingen van 2012 heeft hij weer zitting in het parlement.

## Biografie
Nour studeerde in 1985 af in rechten aan de Universiteit van Mansoera. Hij studeerde verder en behaalde een mastergraad in de filosofie van politieke geschiedenis en een doctorstitel in internationaal recht. Sinds 1984 werkte hij als journalist voor Al-Wafd, de krant van de liberale Wafd-partij. Hij steeg op binnen de gelederen van de partij tot hij werd gekozen tot de hoge partijcommissie. Daarnaast was hij werkzaam als advocaat.
In 1995 werd hij gekozen in het parlement voor het district Bab Al- Sha'riya in Caïro en in 2000 werd hij voor deze zetel herkozen. In 2001, na de dood van de Wafd-leider Fouad Serageddin, kwam Nour in botsing met de nieuwe voorzitter Noaman Gomaa. Nadat hij uit de partij gezet werd, bleef hij aan als onafhankelijk parlementariër. Vervolgens richtte hij zelf een politieke partij op, El-Ghad (toekomst), die in 2004  de officiële licentie kreeg om mee te doen met verkiezingen. In zijn kielzog kwam 25% van de Wafd-leden hem na.
Belangrijke agendapunten van Al-Ghad waren democratische hervormingen, met een nadruk op secularisme en zeggenschap voor vrouwen die voor 37% deel uitmaakten van de 5.200 oprichtende leden van de partij. Verder richtte de partij zich op de bestrijding van armoede en het oplossen van binnenlandse problemen. Op grondwettelijk gebied was het streven een parlementaire democratie met de uitvoerende macht bij de premier in plaats van bij de president.
Vanaf de oprichting had hij het doel zich bij de verkiezingen van 2005 kandidaat te stellen voor het presidentschap. Om hem heen had zich een luidruchtige groep aanhangers gevormd die aandacht in zowel het binnenland als in de Verenigde Staten trok.
Met zijn partij vormde hij directe concurrentie voor de jongerenvleugel van de regerende Nationaal-Democratische Partij die werd geleid door de zoon van president Hosni Moebarak, Gamal. Binnen drie maanden beschuldigde de openbare aanklagers van Caïro hem van vervalste handtekeningen bij de aanmelding van zijn Al-Ghad-partij en werd hij voor het gerecht gedaagd. Nadat de VS hun bezorgdheid hadden geuit, werd het proces uitgesteld. Tijdens de verkiezingen verloor hij met 8% van de stemmen van Moebarak die 89% behaalde. In november van dat jaar verloor hij ook zijn parlementszetel en een maand later werd hij schuldig bevonden en veroordeeld tot ruim drie jaar gevangenisstraf. In februari 2009 werd hij om gezondheidsredenen vrijgelaten.
Net voor zijn gevangenschap in 2005, had de  Al-Ghad-partij verder ook nog te kampen met een leiderschapscrisis, met Mousa Mostafa Mousa en Ragab Hemeida aan de ene kant en Noura aan de andere. Mousa zette de partij voort en Noura's vrouw, Gamila Ismail, brak op en vormde nog net voor zijn veroordeling een nieuwe partij, de Ghad El-Thawra.
Al vanaf het directe begin van de Egyptische Revolutie van 2011 deden Nour en zijn vrouw mee aan de protesten. In 2012 verleende Hussein Tantawi pardon aan Nour; Tantawi had sinds de val van Moebarak in 2011 militair de leiding in het land. Hiermee kwam de weg vrij voor Nour om in 2012 mee deel te nemen aan de presidentsverkiezingen. Zij kansen waren echter van meet af aan laag, omdat hij zich als seculiere kandidaat gesteld zag tegen de islamisten die favoriet waren. Dat bleek ook door de overwinning van Mohamed Morsi van de Moslimbroederschap; Nouri trad niettemin als leider van de Ghad El-Thawra-partij toe tot het parlement.
In aanloop naar de val van Morsi in juli/augustus 2013 riep Nour generaal Abdul Fatah al-Sisi op te kiezen tussen een militaire en een politieke carrière.